# ソング・オブ・ラホール
『ソング・オブ・ラホール』（Song of Lahore）は、シャルミーン・オベイド＝チノイとアンディ・ショーケンが監督したドキュメンタリー映画。この映画は、パキスタンの自宅からニューヨークのリンカーン・センターで演奏するために移動するミュージシャンのグループを追っている。
この映画は、2015年4月18日のトライベッカ映画祭でワールド・プレミア公開された。地域限定公開は、2015年11月13日に設定された。

## プロット
『ソング・オブ・ラホール』では、ウィントン・マルサリスに招待されて、ニューヨークでのパフォーマンスに備えるパキスタンの音楽グループ、サッチャル・ジャズ・アンサンブルの物語が語られている。彼らはマルサリスのバンドとジャズを演奏するためにリハーサルし、リンカーン・センターで一緒にステージに上がることになる。